# Windows 8.1
Windows 8.1 es una versión descontinuada de Microsoft Windows, línea de sistemas operativos desarrollada por Microsoft, que fue usada en computadoras personales, incluidas computadoras de escritorio en casa y de negocios, computadoras portátiles, netbooks, tabletas, servidores y centros multimedia, una actualización y migración gratuita del sistema operativo Windows 8. Este proyecto fue un cambio con respecto a la política tradicional de actualizaciones de Microsoft, que originalmente consistía en lanzamientos regulares de «Service Packs» cada 2 años aproximadamente, ya que fue una actualización mayor que introdujo varias mejoras en todas las plataformas de Microsoft incluyendo Windows 8 y Windows Phone 8. Esta actualización al principio estaba disponible solo para usuarios activos de Windows 8, a través de una descarga de la aplicación Tienda Windows, aunque posteriormente pasaron a distribuirse copias y a ofrecer su descarga desde el sitio web de Microsoft. Es necesario actualizar a esta versión para recibir soporte extendido de Windows 8.
Microsoft lanzó esta actualización 18 de octubre de 2013 para su descarga en la Tienda Windows. La versión final (RTM) tiene como número de compilación 9600.16384. El 23 de septiembre se liberó la versión Pro para todos los usuarios de DreamSpark Premium, tanto particulares como institucionales.

## Pantalla Azul de la Muerte (BSOD)
Windows 8.1 mantuvo el diseño minimalista introducido en Windows 8 para la Blue Screen of Death (BSOD), pero añadió un elemento distintivo: el código QR. Este permite a los usuarios escanear el error con un dispositivo móvil y acceder directamente a información técnica en línea.

### Características destacadas
- Diseño visual: fondo azul plano, emoticono triste, mensaje breve y código QR.
- Diagnóstico rápido: el código QR enlaza a páginas de soporte técnico de Microsoft.
- Códigos comunes: INACCESSIBLE_BOOT_DEVICE, BAD_POOL_HEADER, UNEXPECTED_KERNEL_MODE_TRAP.
- Herramientas de análisis: los errores se registran en el Visor de eventos y pueden analizarse con utilidades como WhoCrashed o BlueScreenView.

### Contexto técnico
Windows 8.1 fue una actualización importante que corrigió errores de compatibilidad y rendimiento de Windows 8. Sin embargo, algunos sistemas experimentaron BSOD durante el proceso de actualización, especialmente por controladores obsoletos o configuraciones de arranque inseguras.

### Imagen representativa

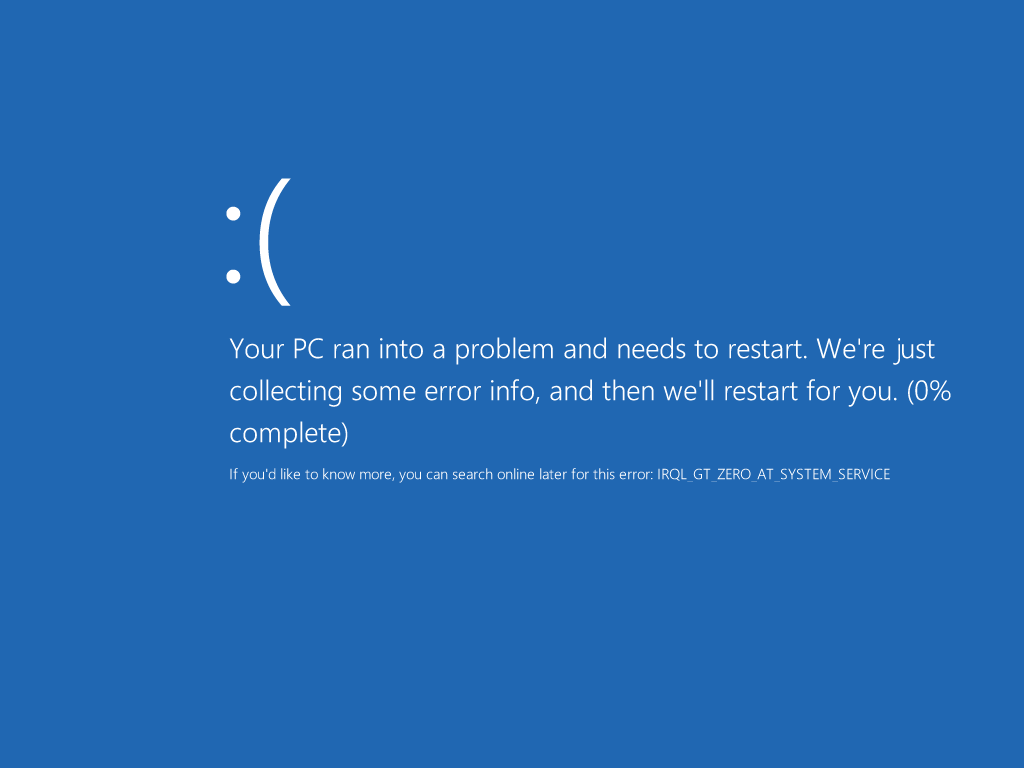
Pantalla azul de Windows 8.1 con emoticono triste

## Información general

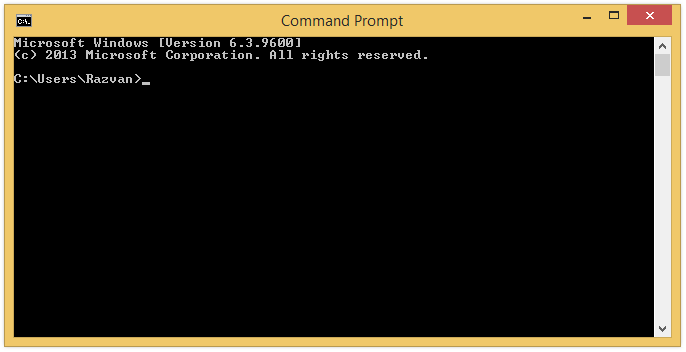
Línea de comandos de Windows 8.1

El 26 de marzo de 2013, Steve Ballmer, CEO de Microsoft, publicó un ciclo coordinado de actualizaciones para sus plataformas y servicios, incluyendo Windows 8. PC World dijo que en la conferencia BUILD de 2013, fijada para llevarse a cabo del 26 al 28 de junio de 2013 en San Francisco se revelarían más detalles de "Blue", el cual era el nombre código de Windows 8.1. La actualización estuvo disponible para descarga el 17 de octubre de 2013 en equipos que ya posean Windows 8, y salió a la venta al día siguiente, 18 de octubre.
Windows 8.1, al ser una actualización, conserva la interfaz introducida en Windows 8 y Windows Phone 8, Modern UI, anteriormente llamada Metro, pero con mejoras en lo que se refiere a rendimiento, personalización y experiencia de usuario. Es una actualización que se aplica sobre Windows 8, y Windows RT de forma gratuita si se tiene una licencia.

## Características
- Más tamaños para las miniaturas: Uno pequeño y uno extra-grande, al igual que en Windows Phone 8.
- Colores adicionales en la pantalla de Inicio, que permite a los usuarios personalizar un color y una sombra de su propia elección en lugar de elegir entre una gama limitada de colores. También existe la posibilidad de usar el fondo del Escritorio como fondo de Inicio.
- La capacidad de sincronizar más configuraciones entre dispositivos, incluyendo configuraciones de la pantalla de Inicio y configuración de teclado Bluetooth y ratón.
- Expansión de Configuración de PC para incluir más opciones previamente exclusivas del Panel de control de Windows.
- La mínima resolución de pantalla para las aplicaciones «acopladas» es 1024x768 píxeles. También pueden ocupar la mitad de la pantalla y también se pueden «acoplar» hasta 4 al mismo tiempo (en resoluciones mayores de 1600x900).
- Opción de «Tomar captura» en el acceso «Compartir».
- Opción de «Reproducir» en el acceso «Dispositivos» para reproducir contenido en otro dispositivo.
- Nuevas aplicaciones: Calculadora, Alarmas, Grabadora de sonidos, Lista de lectura, Salud y Bienestar, Recetas, Escáner, Ayuda y consejos (para los novatos) y un explorador de archivos incluido en OneDrive.
- La mayoría de las aplicaciones que venían con Windows 8 tienen una barra de búsqueda, para limitarla a esa aplicación, en vez de usar el acceso «Buscar». Otras (como Fotos) fueron rediseñadas y se les agregó herramientas muy potentes.
- Mayor integración con OneDrive, siendo esta herramienta la predeterminada para el almacenamiento de archivos. Se incluyó respaldos automáticos entre dispositivos.
- Internet Explorer 11, que incluyó soporte WebGL y SPDY.[4]
- Al realizar una búsqueda general (logotipo Windows + F) añade una búsqueda semántica por internet, entonces se despliega una gran cantidad de información relacionada, por ejemplo, buscar Madonna mostraría una breve biografía, fotografías y vídeos. El servicio de búsqueda es proporcionado por Bing.

Otro de los cambios en la actualización fue la desactivación de las Bibliotecas. Se mostraban todas las carpetas del usuario en 'Este equipo', nuevo nombre de lo que se conocía de Windows Vista a Windows 8 como Equipo, además al abrir el Explorador de Windows se abría esta carpeta. Sin embargo, es posible activar las bibliotecas, haciendo clic en la parte inferior del Panel de navegación con el botón secundario y seleccionando la opción 'Mostrar bibliotecas' en el menú emergente.

## Windows 8.1 Update 1
En abril de 2014, Microsoft anunció que su primera gran actualización para Windows 8.1 estaba en camino y lo cumplió el mismo día en el que Windows XP terminó su periodo de soporte extendido (8 de abril de 2014).
Se compone de varias actualizaciones en torno al KB2919355.
Entre los cambios más destacados, es el regreso del modo escritorio a equipos sin pantalla táctil, novedades de usabilidad sobre la interfaz Metro o Modern UI y otras mejoras enfocadas en el rendimiento.
Nota: Windows 8.1 Update 1 es la última versión para los dispositivos con Windows XP de fábrica

### Características
- Posibilidad de anclar aplicaciones diseñadas para Windows 8 sobre la barra de tareas
- Se pueden cerrar apps de Windows 8 haciendo clic sobre una X que aparece en la parte superior de la pantalla con su propio menú contextual; La barra de tareas también estará disponible en apps Windows 8 (se oculta automáticamente)
- Onedrive reemplazó a la aplicación Skydrive, para usuarios que todavía no hayan actualizado; OneNote se incluyó como parte de la instalación estándar
- La secuencia de arranque se ajusta al tipo de dispositivo. Si no se tiene pantalla táctil, arranca por defecto en modo escritorio, aunque este comportamiento es desactivable
- Reducción de requisitos, funciona con 1 GB de RAM y al menos 16 Gbytes de espacio en disco.
- Aumenta el periodo de soporte técnico de Windows 8.1 un mes más.
- Se instala automáticamente si previamente se instaló la mejora KB3008273,[6] en caso contrario se debe ir a tienda de Windows para hacerlo manualmente, o desde el Centro de descargas de Microsoft, dependiendo el tipo de Bits del sistema. 32-bits[7] y 64-bits[8]

## Windows 8.1 Update 2
En agosto de 2014 se lanzan nuevas actualizaciones que giran en torno al KB2975719. Durante las semana previas se había especulado con que la actualización traería novedades con respecto al menú inicio, sin embargo, finalmente solo se incluyeron actualizaciones de seguridad.
En algunos textos Microsoft se refiere a la misma como "Rollup Update" y en otros simplemente como Update. En ningún caso se refiere a la misma como Update 2. Lo mismo sucede con la actualización conocida como Update 3, a la que tan solo Microsoft se refiere a la misma como "3" en el caso de Windows RT para dispositivos ARM y que fue lanzada muy posteriormente a la de Windows 8.1 para x86/x64 (septiembre 2015).

## Windows 8.1 Update 3
En noviembre de 2014, Microsoft lanzó la actualización silenciosamente en Windows Update y a sus suscriptores registrados que gira en torno al KB3000850.

### Novedades
- Paquetes de idioma actualizados.
- Seguridad de defensa en profundidad y refuerzo de Schannel.
- Compatibilidad con hardware más reciente (limitaciones de orden de arranque, mejoras de tarjeta SD, depuración USB).
- Mejoras en el soporte durante cambios de red de los Servicios Web de soporte de dispositivos (WSD) para impresoras.
- Mejoras de rendimiento y fiabilidad en los entornos de misión crítica de la máquina virtual en clúster.
- Capacidad de administración mejorada.
- Compatibilidad con hardware adicional (dispositivos con software de cifrado de disco habilitado ahora pueden actualizar a Windows 8.1 más fácilmente).

## Acogida

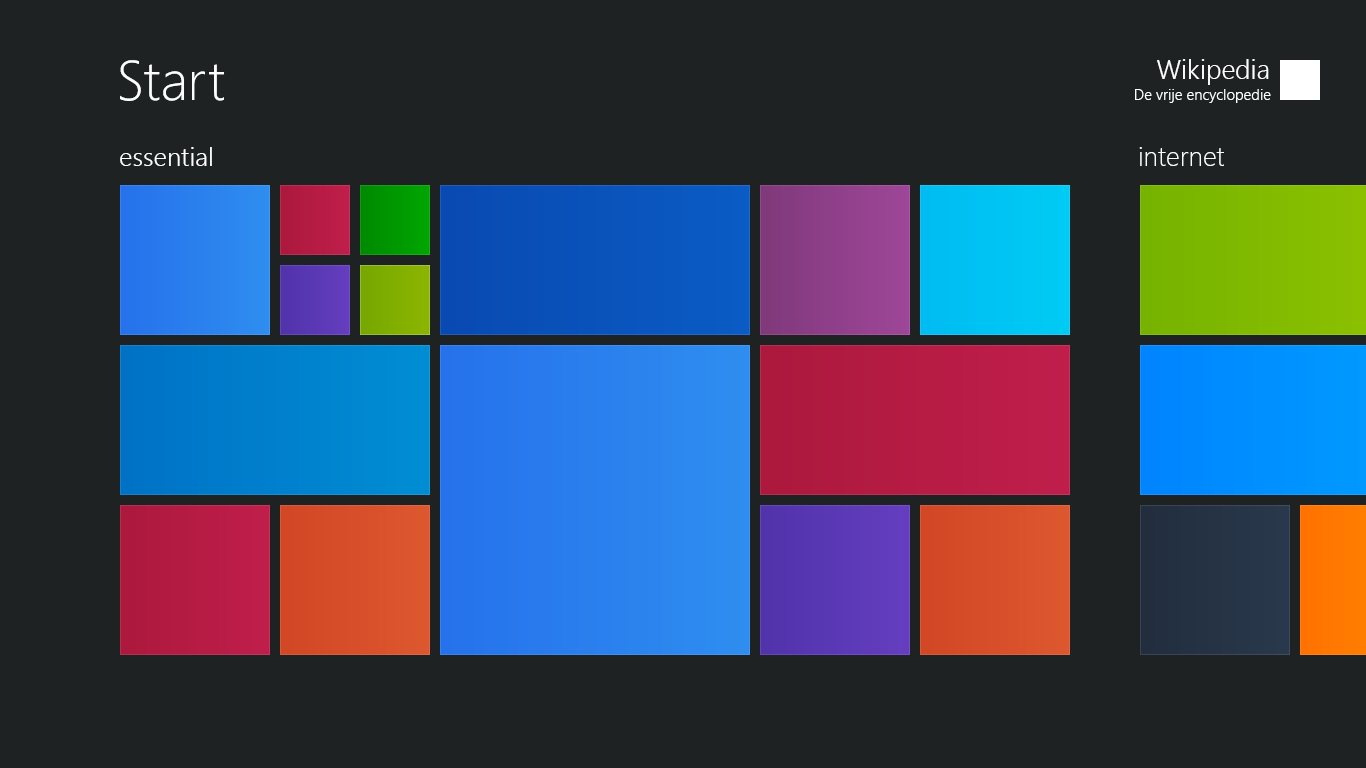
La pantalla de inicio de Windows 8.1, sin texto, fondos ni otros materiales no geométricos.

Windows 8.1 recibió mejores críticas que la versión estándar de Windows 8. Sin embargo, las mismas características de interfaz de usuario fueron criticadas. Las páginas especializadas como CNET, The Verge, ExtremeTech y Ars Technica resaltaron las mejoras en las aplicaciones pero, a la vez, reconociendo que el uso del sistema operativo aún era incómodo en una PC de escritorio.
En 2015, Gartner recomendó a las empresas no migrar a Windows 8.1, sino mantenerse en Windows 7 o esperar a la llegada de Windows 10. Además, de todas maneras, fabricantes de hardware como HP, Lenovo, Dell o Toshiba siguieron vendiendo equipos con Windows 7, adaptados especialmente para empresas.

### Cuota de mercado
Windows 8.1, pese a la mejor recepción, no llegó a tener una cuota de uso alta a nivel mundial. Según Netmarketshare, hacia noviembre de 2014, tanto Windows 8 como Windows 8.1 alcanzaron una cuota de 18.61% superando a Windows XP (que en abril de ese año había finalizado su soporte). Separando las versiones, Windows 8.1 tenía un 12.01% a nivel mundial.
En junio de 2015, un mes antes de la salida de Windows 10, la cuota de Windows 8 y Windows 8.1 sumaban 16.02%, lejos del casi 61% de cuota de mercado de Windows 7.
En enero de 2016, según StatCounter, Windows 8.1 fue superado por Windows 10 en adopción de uso. Cabe destacar que la cuota de uso máxima de Windows 8.1 y Windows 8 fue menor que la de Windows Vista, una versión fuertemente criticada por problemas de estabilidad y rendimiento (hacia octubre de 2009, alcanzó una cuota de 18.83%). Cabe recalcar que desde 2016 Windows XP ha llegado a tener más cuota de mercado que Windows 8.1 pero no fue por mucho tiempo ahora Windows 8.1 tiene más cuota de mercado que XP.

## Descontinuación
Finalmente, la empresa Microsoft anunció la descontinuación de dicho sistema operativo, que se realizó el día 10 de enero de 2023, luego de casi 10 años de historia, y los usuarios, para que sigan recibiendo soporte técnico, parches y actualizaciones de seguridad de todo el software mediante Windows Update, deben migrar al sistema operativo Windows 10 o en el caso de que el equipo sea compatible con Windows 11 migrar al mismo, aunque Microsoft recomienda adquirir una nueva computadora con mejoradas prestaciones de hardware para probar las nuevas características de Windows 11.